# Analogo strutturale
In chimica, un analogo strutturale, detto anche analogo chimico o più semplicemente analogo, è un composto che ha una struttura simile a quella di un altro composto, ma differisce da quest'ultimo per una porzione più o meno piccola di molecola. Tale differenza può riguardare uno o più atomi, gruppi funzionali o altre strutture inframolecolari, che possono essere rimpiazzati da altri atomi, gruppi o sottostrutture. I composti e i loro analoghi strutturali sono generalmente isoelettronici tra loro.
Nonostante la grande somiglianza nella composizione chimica, spesso gli analoghi strutturali non mostrano la stessa analogia nelle caratteristiche funzionali; possono, infatti, presentare proprietà fisiche, chimiche, biochimiche e farmacologiche molto diverse da quella della molecola alla quale somigliano a livello strutturale.
Nell'ambito della ricerca farmacologica vengono studiati sia le molecole di base, grezze, da dover modificare in laboratorio per ottenerne un'efficacia terapeutica, sia i loro analoghi strutturali; questi studi vengono effettuati sia per valutare le cosiddette relazioni struttura-attività delle molecole, sia per redigere elenchi contenenti gli analoghi strutturali di una data molecola "grezza" di base, anche documentando le possibili variazioni a livello intramolecolare tra un analogo e l'altro.
Analoghi strutturali di droghe illegali vengono spesso prodotti per aggirare le norme in materia di sostanze stupefacenti, immettendo così sul mercato sostanze molto simili, per effetti e rischio di dipendenza, alle droghe espressamente vietate dalla legge. Queste sostanze sono chiamate designer drugs.

## Esempi
Per quanto riguarda gli alcoli, il silanolo e il metantiolo sono due analoghi strutturali del metanolo; l'anfetamina e la metanfetamina, due potenti stimolanti del sistema nervoso centrale, sono due analoghi strutturali della 2-feniletilammina.
Esistono inoltre analoghi strutturali della serotonina e dell'acido γ-amminobutirrico (il cosiddetto GABA).